# Kněževes (okres Rakovník)
Kněževes (Duits: Herrndorf) is een Tsjechische gemeente in de regio Midden-Bohemen en maakt deel uit van het district Rakovník. Het dorp ligt ongeveer 15 km ten noordoosten van de stad Rakovník.
Kněževes telt 1022 inwoners.

## Etymologie
De naam van het dorp is afgeleid van de uitdrukking knězova ves, waarbij het woord kněz duidt op een landheer. De oorspronkelijke Duitse naam Pfaffendorf ('priesterdorp') was een onjuiste vertaling van de oorspronkelijke Tsjechische naam. In historische bronnen wordt het dorp op de volgende wijzen geschreven: Herndorf (1327, 1352, 1367-1385), Knyezwes (1352), Knyezewes (1361), Knyesewess (1363), Knyziewess (1365), Knyezewess en Herendorff (1375), Herrendorf (1399), Hernsdorff (ca. 1405), Knezowes (1517), Knezowes (1530), Herrndorf, Pfaffendorf en Kniezowes (1785) en Herrndorf, Knezowes en Pfaffendorf (1845).

## Geschiedenis
De eerste schriftelijke vermelding van het dorp dateert van 1327, toen koning Jan van Luxemburg het patronaatsrecht van het klooster Teplá aan de kerk van Sint-Jacob de Meerdere in Kněževs bevestigde. Gedurende het feodale systeem behoorde Kněževes tot het landgoed Křivoklát, waarvan de eigenaren in vroegere tijden Tsjechische heersers waren.
Op 3 oktober 2007 kreeg het dorp de status van gemeente terug, nadat had het op 19 januari 2007 al een eigen wapen en vlag had gekregen.

## Verkeer en vervoer

### Spoorlijnen

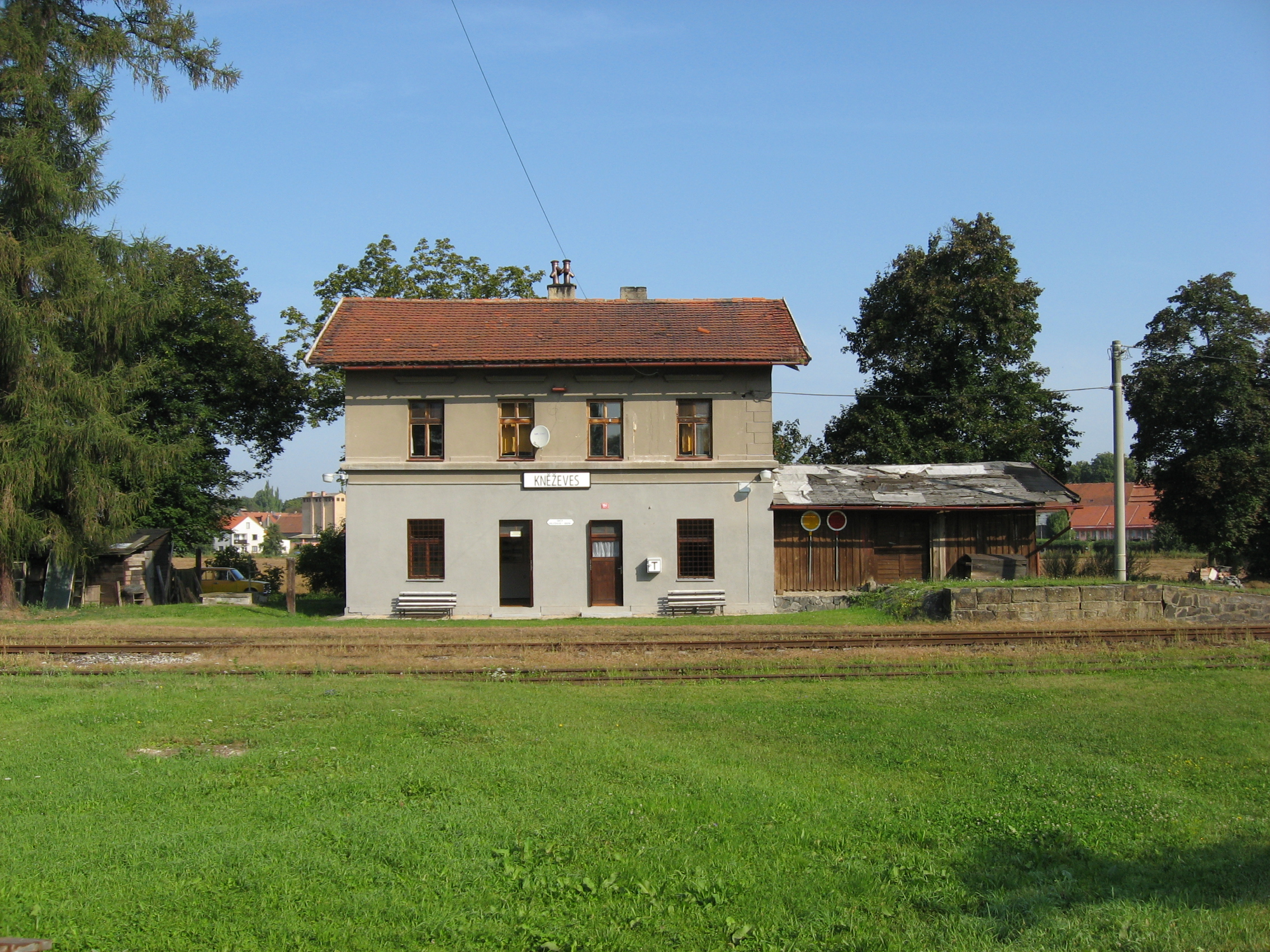
Voormalig station Kněževes

Kněževes ligt langs de spoorlijn Krupá-Kolešovice. De lijn was een enkelsporige regionale lijn waarop het vervoer in 1883 begon. De voormalige stations Kněževes en Přílepy bevinden zich op het grondgebied van de gemeente. Sinds december 2006 reden er alleen seizoenstreinen voor toeristen. In 2020 reed er voor het laatst een trein. Het dichtstbijzijnde actieve station is Hořesedly aan de lijn Most-Rakovník, die langs de rand van de gemeente loopt.

### Buslijnen
Er halteren drie buslijnen in het dorp:
- Rakovník - Kolešov (zeven keer per werkdag; twee keer per dag in het weekend)
- Rakovník - Hořesedly - Hořovičky - Kolešov (vijf keer per werkdag)
- Rakovník - Podbořany (drie keer per werkdag)

Alle buslijnen worden geëxploiteerd door Transdev Střední Čechy.

## Bezienswaardigheden
- Kerk van Sint Jacob de Meerdere op het dorpsplein;
- Kerk van Sint Johannes de Doper, in noordwestelijke richting vanuit het dorp (op het kerkhof);
- Pastorie;
- Zuil met Mariabeeld Immaculata bij de pastorie.

### Spoorwegmuseum

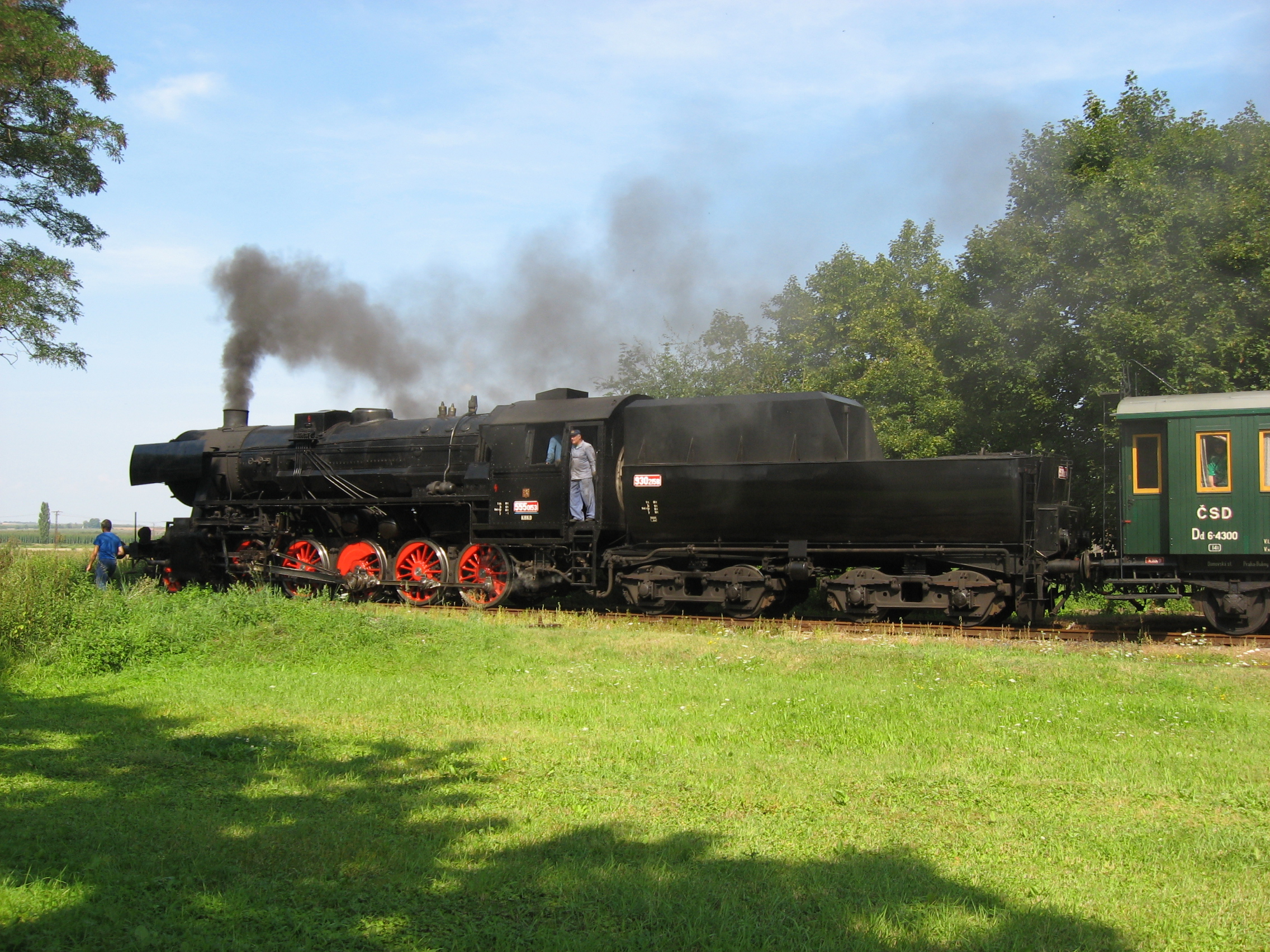
Stoomtrein van de Railway Transport History Club Prague

Het Spoorwegmuseum in Kněževes werd beheerd door de Railway Transport History Club Prague. De club is in 2004 opgericht. Na de opheffing van het reguliere passagiersvervoer op de spoorlijn Krupá-Kolešovice in 2006, organiseerde de club tijdens de zomervakantie museumritten met historische voertuigen. Tussen 2012 en 2020 werd de club gesubsidieerd door de regio Midden-Bohemen. In 2021 zette de regio de subsidie stop. In 2022 werd de club wegens onvoldoende inkomsten ontbonden.

## Galerij

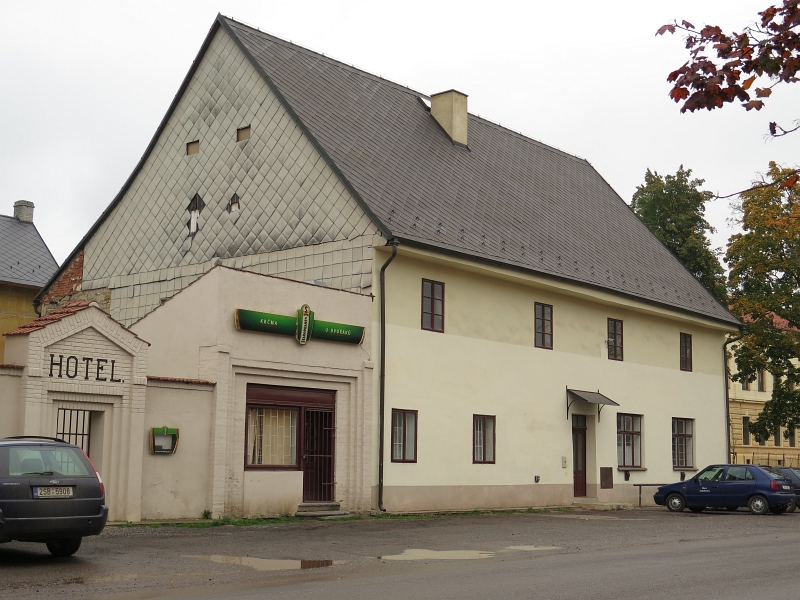
Hotel in Kněževes
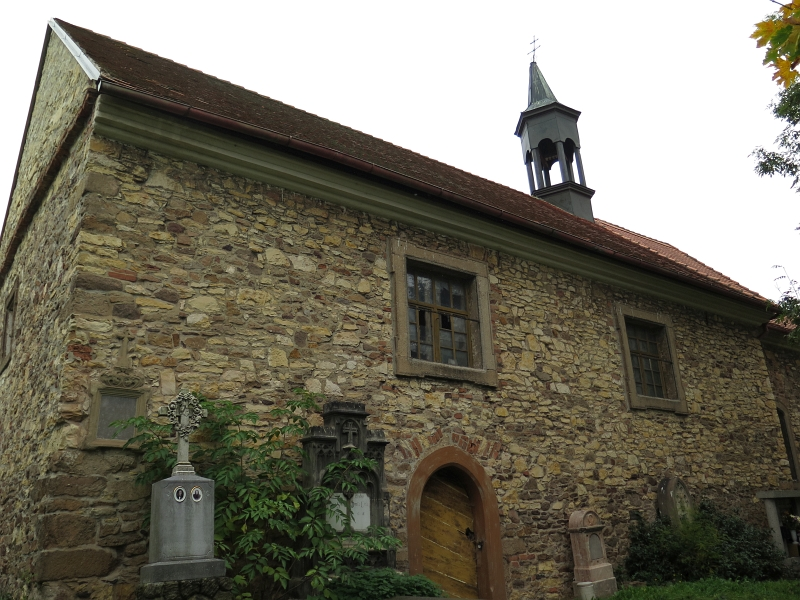
Kerk van Sint Johannes de Doper
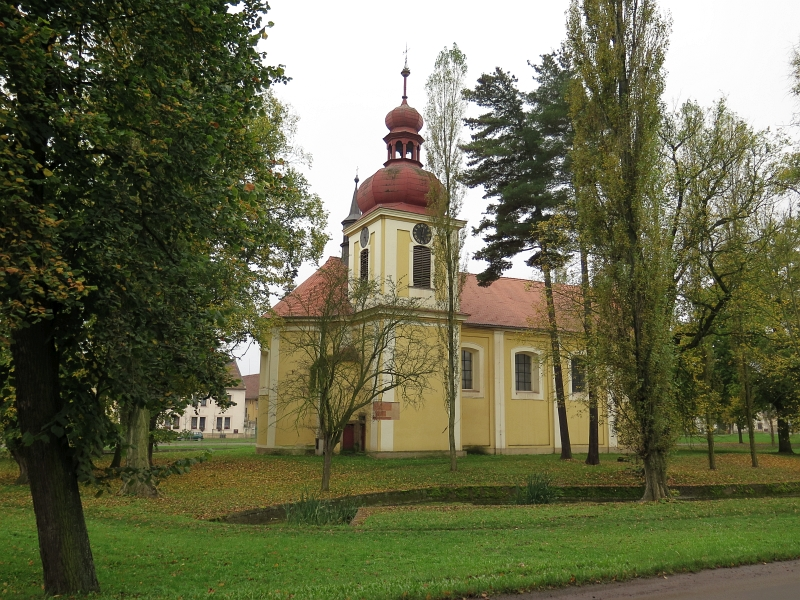
Kerk van Sint Jacob de Meerdere